# A Short Drink From a Certain Fountain
"A Short Drink From a Certain Fountain" is een aflevering van de Amerikaanse televisieserie The Twilight Zone. Het scenario werd geschreven door Rod Serling, gebaseerd op een idee van Lou Holz.

## Plot

### Opening
Rod Serling stelt de kijker voor aan Harmon Gordon, een man op leeftijd die de slaaf is van een liefdesaffaire met een veel jongere vrouw. Hij rent wanneer hij zou moeten lopen. Hij is op zoek naar de bron van de eeuwige jeugd en de kans is groot dat hij die nu eindelijk zal vinden, want hij is zojuist in de Twilight Zone beland.

### Verhaal
Harmon Gordon, een rijke maar oude man, is getrouwd met Flora, een vrouw die 40 jaar jonger is dan hij. Hoewel die liefde wederzijds is, zorgt Harmons hoge leeftijd ervoor dat hij zijn Flora’s jeugdige levensstijl maar moeilijk kan bijhouden.
Harmon heeft er alles voor over om weer jong te worden, zodat hij van het leven kan genieten samen met zijn vrouw. Samen met zijn broer maakt hij een experimenteel jeugdserum. Het serum blijkt echter te sterk te zijn en Harmon verandert weer in een baby.
Wanneer Flora Harmon ziet, wil ze niets meer met hem te maken hebben. Harmons broer dwingt haar echter te blijven en Harmon weer op te voeden, anders zal hij haar de toegang tot zijn fortuin ontzeggen.

### Slot
In zijn slotdialoog wijst Rod Serling erop dat het een feit is dat men slimmer wordt met de jaren. Iets dat Flora beseft nu de jeugd de overhand heeft gekregen in haar leven.

## Rolverdeling
- Patrick O'Neal: Harmon Gordon
- Ruta Lee: Flora Gordon
- Walter Brooke: Dr. Raymond Gordon

## Achtergrond
In het oorspronkelijke scenario was het personage Raymond Gordon een typische huisarts. CBS vond het echter ongepast dat een huisarts dergelijke experimenten zou doen, dus lieten ze zijn personage veranderen in een onderzoekswetenschapper.
Deze aflevering werd na zijn originele uitzending niet meer vertoond tot aan 1984.